# سكوت دارلينغ (لاعب هوكي الجليد)
سكوت دارلينغ (بالإنجليزية: Scott Darling)‏ هو لاعب هوكي الجليد أمريكي، ولد في 22 ديسمبر 1988 في نيوبورت نيوز في الولايات المتحدة.

## وصلات خارجية
- سكوت دارلينغ على موقع دوري الهوكي الوطني (الإنجليزية)
- سكوت دارلينغ على موقع EliteProspects.com (الإنجليزية)
- سكوت دارلينغ على موقع HockeyDB.com (الإنجليزية)
- سكوت دارلينغ على موقع Hockey-Reference.com (الإنجليزية)